# وين (فرقة)
وين (بالإنجليزية: Ween)‏ فرقة روك بديل أمريكية شكلها سنة 1984 في مدينة نيو هوب ببنسيلفينيا أصدقاء الطفولة آرون فريمان وميكي ميلشيوندو المعروفان باسميهما الفنيين جين وين ودين وين. بعد لقائهما في فصل الكتابة بالمدرسة الإعدادية فبدأ الاثنان بالعزف واختارا مباشرة اسم «وين» إضافة إلى أسمائهم المستعارة المستوحاة من فرقة «رامونز». أدى ثنائي وين عروضه للسنوات العشر الأولى معتمدا على تسجيل صوتي قبل أن تكبر الفرقة ويصبح بها أربعة أعضاء (ثم خمسة). اعلى الأغاني المنفردة للفرقة ترتيبا في اللوائح العالمية أغنية «ادفع الأزهار النجمية الصغيرة» (Push th' Little Daisies) بحيث كانت أغنية ناجحة بكل من الولايات المتحدة الأمريكية، نيوزيلاندا، وأستراليا.
تصنف وين عامة كفرقة روك بديل لكنها تتميز بأغانيها المتأثرة بالفانك، موسيقى السول، كانتري، بروغريسيف روك، آر آند بي، موسيقى الميتال، بانك روك، وأنواع موسيقية أخرى. بالرغم من عدم تحقيق وين للشهرة العالمية فإن لها متابعين مخلصين. بعد 28 من العمل ترك فريمان الفرقة سنة 2012 موضحا أنه يحتاج للتركيز على مشاكل إدمانه على المخدرات والكحول.
في نونبر سنة 2015 أعلنت وين أن لم شملها سيكون في فبراير سنة 2016 وستأدي ثلاث عروض في كولورادو، وأعلنت لاحقا تواريخ الجولات.

## الأعضاء

### التشكيلة الحالية
- دين وين (ميكي ميلشيوندو) — غناء خلفي ورئيسي، غيتار إيقاعي ورئيسي، إلخ. (1984–2012، 2015–الحاضر)
- جين وين (آرون فريمان) — غناء خلفي ورئيسي، غيتار إيقاعي ورئيسي، إلخ. (1984–2012، 2015–حاضر)
- ديف درايويتز — بيس (1997–2012، 2015–حاضر)
- كلود كولمان جونيور — طبول (1994–2012، 2015–حاضر)
- غلين مكلاند — آلات المفاتيح (1994–2012، 2015–حاضر)

### الأعضاء السابقون
- آندرو ويس — منتج 1989–2007)، بيس، إلخ. (1989–1995)

## ديسكوغرافيا

### ألبومات استوديو
- الإله وين الشيطان: الوحدانية (1990)
- ذا بود (1991)
- بيور غوافا (1992)
- شكلاطة وجبن (1994)
- 12 غولدن كاونتري غريتس (1996)
- ذا مولاسك (1997)
- فلفل أبيض (2000)
- كيوبيك (2003)
- الصرصور (2007)

### ألبومات مباشرة
- نصبغ المدينة بالبني: وين مباشرة 1990–1998 (1999)
- مباشرة في طورونطو كندا (2001)
- مباشرة في ستابز 7/2000 (2002)
- أول ريكويست لايف (2003)
- لايف في شيكاغو سانكتشويري (2004)
- آت ذا كاتس كريدل، 1992 (2008)
- الإله وين الشيطان مباشرة (2016)

## روابط خارجية
- وين على موقع IMDb (الإنجليزية)
- وين على موقع ميوزك برينز (الإنجليزية)
- وين على موقع رولينغ ستون (الإنجليزية)
- وين على موقع أول ميوزيك (الإنجليزية)
- وين على موقع ديسكوغز (الإنجليزية)